# 羽萼木属
羽萼木属（学名：Colebrookea）是唇形科下的一个属，为直立灌木植物。该属仅有羽萼木（Colebrookea oppositifolia）一种，分布于尼泊尔、锡金、印度、缅甸、泰国至中国云南。